# Gheorghe Lazăr

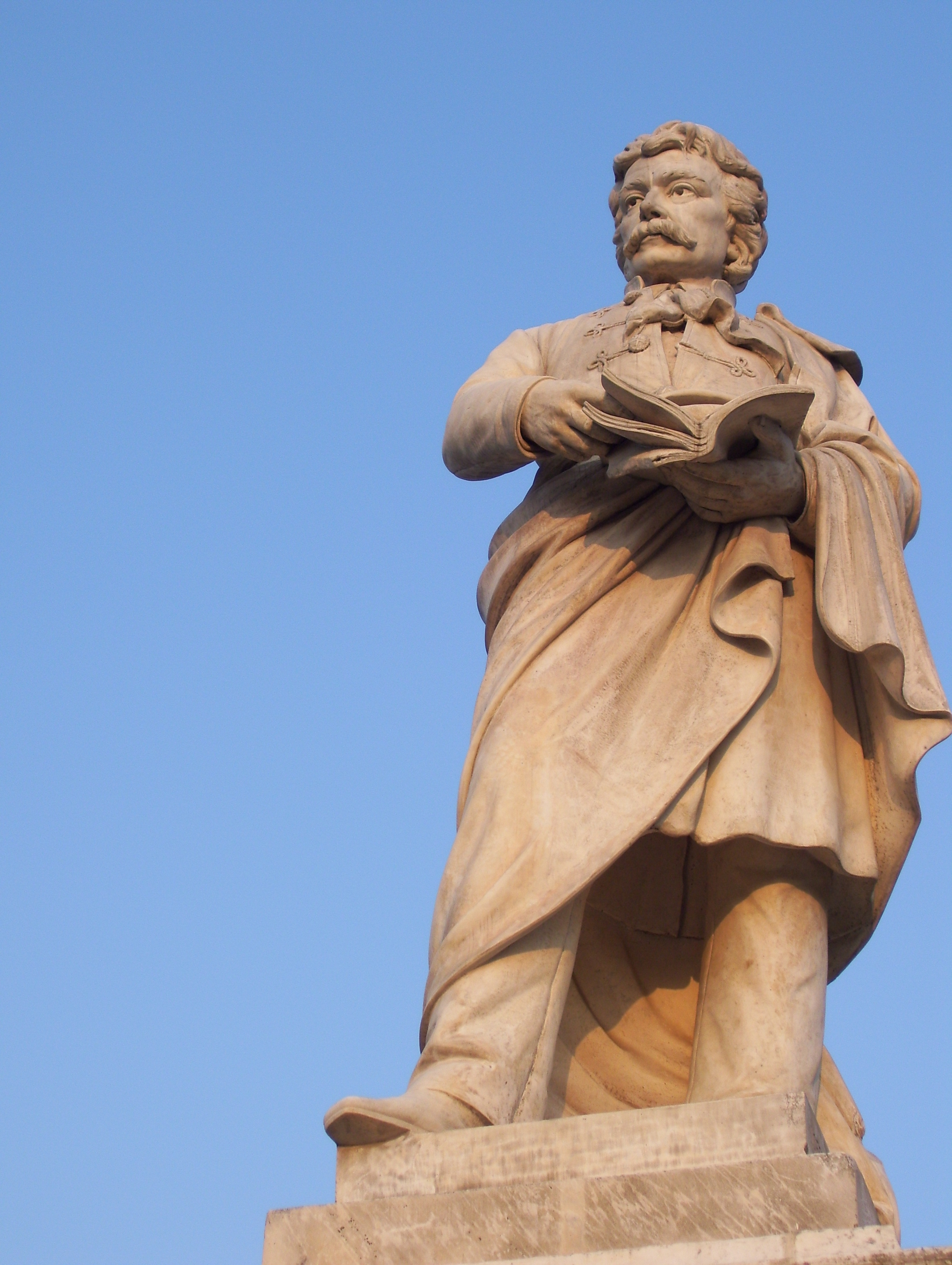
Statuia lui Gheorghe Lazăr din București
Sculptor: Ion Georgescu, 1896
Monument istoric cu codul B-III-m-A-20059

Gheorghe Lazăr (n. 5 iunie 1779, Avrig – d. 17 septembrie 1823, Avrig) a fost un pedagog, teolog, traducător și inginer român, considerat fondatorul învățământului în limba română din Țara Românească (în 1818 a înființat în București prima școală cu predare în limba română, Școala de la Sfântul Sava).

## Viața

### Transilvania
Data nașterii acestui părinte al învățământului bucureștean este controversată. Istoricul Ștefan Lupșa conchide că Gheorghe Lazăr s-ar fi născut la 9 ianuarie 1782, bazându-se pe un protocol care menționează nașterea sa la acea dată. După alți autori, data nașterii sale ar fi 5 iunie 1779.
Fiu de țăran liber, Gheorghe Lazăr a urmat scoala primară la Avrig avându-l ca dascăl pe Ioan Barac apoi a studiat la Liceul Piarist din Cluj, ale cărui cursuri le-a urmat între 1798-1805. Excepție a făcut anul 1802, în care a urmat cursurile Liceului Catolic din Sibiu. După obținerea bacalaureatului la Cluj obține o bursă plătită de Biserica Ortodoxă, din fondul sidoxial pentru a studia la Viena în vederea urmării unei cariere ecleziastice. La Viena a urmat studii superioare de filozofie, istorie și de științe fizico-matematice. Ulterior a studiat și teologia. Întors în Transilvania, la Sibiu, a fost hirotonit diacon și a obținut un post la Școala teologică ortodoxă. A tradus în limba română o serie de lucrări cu caracter pedagogic și chiar un manual de pedagogie.
În anul 1815 Gheorghe Lazăr a candidat la funcția de episcop al Episcopiei Aradului, dar mitropolitul Ștefan Stratimirovici s-a opus numirii sale, astfel încât scaunul episcopal al Aradului a rămas vacant până în 1828.
Gheorghe Lazăr s-a aflat în conflict cu episcopul Vasile Moga care, fiind un adept al învățământului în limba slavonă, a împiedicat activitatea culturală a lui Lazăr, interzicându-i tipărirea manualelor în limba română. În urma unui proces disciplinar, la sfârșitul anului 1815 guvernatorul Transilvaniei l-a destituit pe Gheorghe Lazăr din funcție, punându-l sub supravegherea autorităților polițienești. Aceasta l-a determinat ca în 1816 să treacă munții și să se stabilească la București, unde și-a câștigat existența mai întâi ca profesor particular.

### Țara Românească
În Țara Românească Gheorghe Lazăr se manifestă ca promotor al ideii de înființare a unei școli românești la cel mai înalt nivel științific posibil pe atunci, într-o vreme în care învățământul se desfășura în limba greacă. Sprijinit de Iordache Golescu și Constantin Bălăceanu, a trebuit să ducă o muncă intensă cu cei care susțineau că limba română este prea săracă pentru a exprima adevărurile științei.

#### Școala de la Sfântul Sava
La 24 martie 1818, obținând aprobarea pentru înființarea școlii românești, și-a început activitatea într-un local impropriu din centrul capitalei, la Sfântul Sava. La început, elevii săi erau băieți de mici meseriași, târgoveți și dascăli, pentru că odraslele boierești frecventau în continuare școala grecească. Noua instituție a devenit curând principalul focar de consolidare și difuzare a culturii românești. Din prima generație de elevi au făcut parte, printre alții, Petrache Poenaru, Daniel Tomescu, Simion Marcovici și alții.
Școala de la Sfântul Sava este cel mai vechi institut educațional din București cu predare în limba română. În trecutul acestei instituții apare figura marcantă a lui Gheorghe Lazăr, răspânditor de cultură într-o epocă în care aceasta era considerată un apanaj al păturilor sociale înstărite. Cursurile pe care le-a ținut în limba română, în timp ce limba greacă părea să fie evitată de clasele sociale superioare, au produs o puternică impresie. După cum susține Dora d'Istria  istorisește că "Lazăr spunea auditorilor săi că nu spre Orient trebuiau să-și întoarcă privirile ci spre această antică Ausonia, de unde au provenit glorioșii veterani ai generosului Traian". Atunci când cartea era o raritate și, de multe ori, în limbi necunoscute de popor, Gheorghe Lazăr a tradus și a scris cărți în limba română, fapt care a deschis noi orizonturi pentru un mare număr de români. La școala lui Lazăr au venit și copii de prăvăliași, și copiii oamenilor de la marginea orașului, iar el i-a învățat cu dragoste tainele științelor matematice și ale filozofiei, în limba lor maternă.

#### Revoluția din 1821
În timpul Revoluției din 1821, Gheorghe Lazăr și elevii săi au trecut de partea lui Tudor Vladimirescu, ajutând la fortificarea taberei de la Cotroceni și învățându-i pe panduri să mânuiască armele și să se apere.Format:Dubious Se pare că Gheorghe Lazăr era pentru Tudor Vladimirescu un om de încredere și de mare necesitate, fapt pentru care inginerului Gheorghe Lazăr trebuiau să i se pună la dispoziție o mie de oameni pentru metereze.
De altfel, documentele vorbesc despre activitatea inginerească a dascălului, concretizată prin unele din lucrările sale rămase nu numai în București: ridicarea topografică a Moșiei Obislavu (Dâmbovița) sau a Moșiei Fântânele (Prahova). Documentațiile acestora s-au păstrat la Arhivele Statului din București.

### Ultimii ani; întoarcerea in Ardeal
Colaborarea sa cu revoluționarii i-a atras mai târziu persecuția din partea autorităților. Gheorghe Lazăr se întoarce bolnav în satul natal, Avrig, unde se stinge din viață în ziua de 17 septembrie 1823. A fost înmormântat în curtea bisericii ortodoxe din Avrig, în imediata vecinătate a casei natale. La mai bine de un secol mai târziu, în anul 1934, Școala militară de ofițeri de infanterie din Sibiu a reamenajat mormântul său.

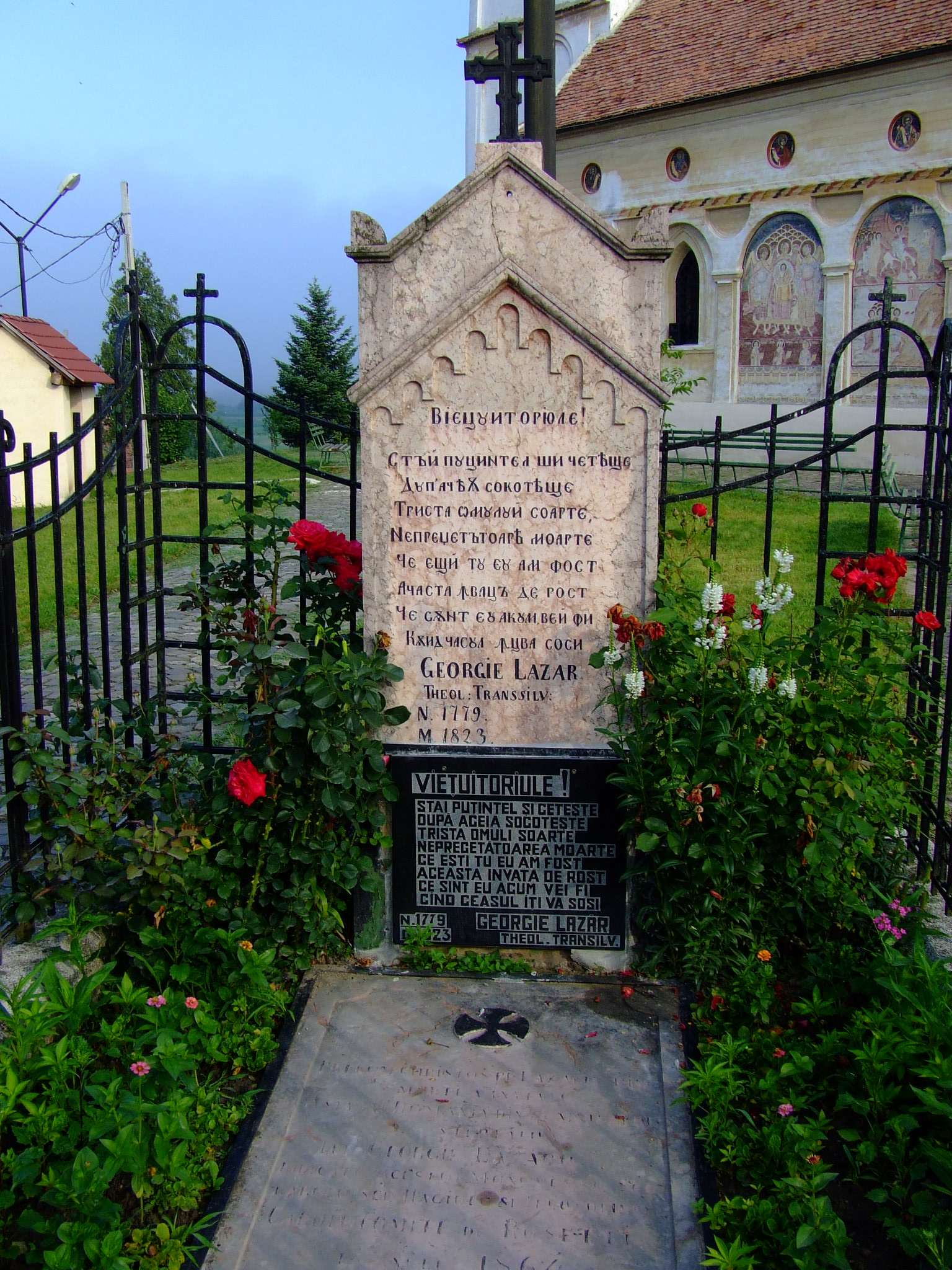
Mormântul lui Gheorghe Lazăr, cu următoarea inscripție:
Viețuitoriule!
Stăi puțintel și ceteaște
Dup’această socoteaște
Trista omului soarte,
Nepregetătoarea moarte
Ce ești tu eu am fost
Aceasta îvață de rost
Ce sânt eu acum, vei fi
Când ceasul îțiva sosi
Georgie Lazar
Theol: Transsilv:
N. 1779
M. 1823

## Elogiul posterității

### Biografii
Primii biografi i-au fost elevii săi, Ion Heliade Rădulescu și Petrache Poenaru, care au oferit istoriei primele date biografice precum și primele analize ale ideilor pedagogului Gheorghe Lazăr. Astfel, în articolul Gheorghe Lazăr, publicat în Curierul românesc (1839), Heliade scrie: „Gheorghe Lazăr s-a născut într-un sat, Avrig, lîngă Sibii, pe moșia lui Brucăntal (sic). Luat de mic în casa acestui magnat al Ungariei, s-a crescut cu îngrijire de către acest nobil, care a știut în multe chipuri a întrebuința bine averile sale. ...s-a dat pe urmă cu dinadinsul spre învățătura teologiei, fiind hotărît unul dintre candidații de episcop al Ardealului, de credința grecească neunită. La numirea episcopului, fiind ales preasființia-sa cel în ființă episcop, părintele Moga, Lazăr s-a hirotonisit arhidiacon al episcopiei și s-a orînduit învățător al tinerilor ce se gătesc pentru darul preoției." Iar mai departe zice Heliade: „Lazăr a fost profesor la Sfîntul Sava patru ani cu mare rîvnă. El slujba sa niciodată nu și-a socotit-o drept o profesie, ci o chemare, o misioană. Avea vreo douăzeci de școlari regulați; dar cînd făcea leție de filosofie, sala gemea de auditori, în capul cărora era răposatul Alexandru [Tell], tatăl ofițerilor Tel [Tell].”
Cu toate acestea Heliade nu cunostea viața privată a lui Lazăr, așa că o legendă atât de romantică ce îl imagina ca fiind protejat al baronului Brukenthal părea potrivită a fi înglobată în biografia cărturarului avrigean. Câteva decenii mai târziu povestea aceasta este demontată de cei care s-au aplecat serios asupra vieții sale prin studiul documentelor demonstrând că Lazăr nu a studiat cu banii baronului Brukenthal ci cu bani românești: ai familiei sale la început și apoi cei din fondul sidoxial al Bisericii Ortodoxe. Cei care au făcut lumină în biografia lui Lazăr au fost : Avram Sădean în 1914, Ioan Lupaș în 1915, Onisifor Ghibu în 1916,  Traian Lalescu în 1919, I. Matei în 1923, Gh. Bogdan-Duică în 1924, Gr. Popa Liseanu, Ghe. Macovescu.
În 1928 și Nicolaie Iorga revine asupra biografiei lui Lazăr eliminând legendele și elementele fără temei.

### Monumente

Bustul lui Gheorghe Lazăr din Avrig
Sculptor: Corneliu Medrea, 1938

Ca o recunoaștere a activității sale, în multe localități din România au fost amplasate statui ale lui Gheorghe Lazăr. Astfel în anul 1886, în Piața Universității din capitala României a fost amplasată o impunătoare statuie care readuce în memoria tuturor întreaga sa operă dedicată identității românești. În anul 1864, elevul său, contele Scarlat H. Rosetti, mare proprietar de terenuri în România, a ridicat primul monument dedicat personalității lui Gheorghe Lazăr. Monumentul, care a costat 550 de florini, a fost amplasat în curtea bisericii gr. răsăritene ortodoxe în așa fel încât să fie vizibil din drum. Tot în Avrig, în centrul localității, a fost instalat, ulterior, un bust dedicat marelui înaintaș, conceput cu mare putere de expresie de sculptorul Cornel Medrea. Și la Sibiu, în fața palatului ASTRA, se află un bust al lui Gheorghe Lazăr.

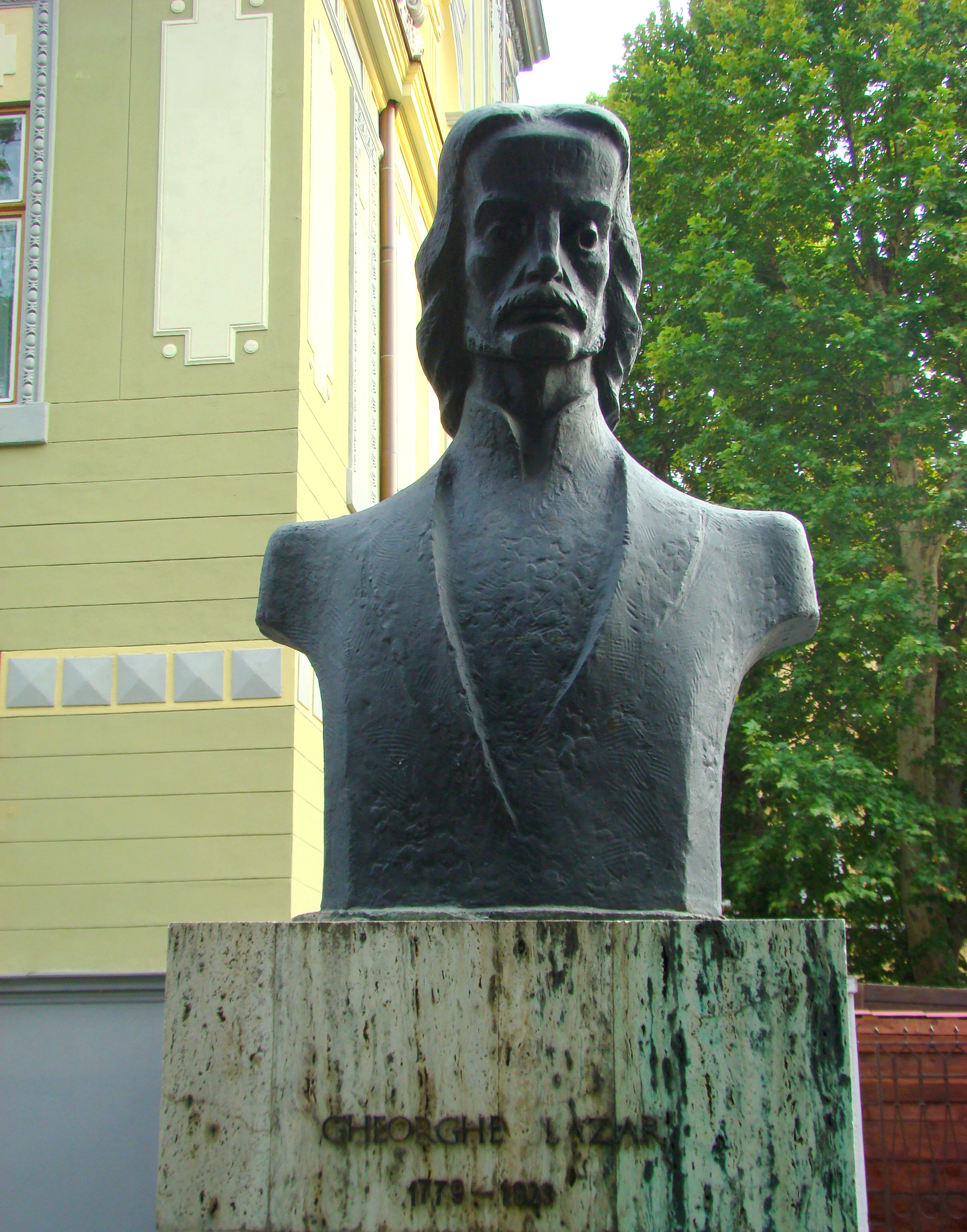
Bustul lui Gheorghe Lazăr în fața palatului ASTRA din Sibiu, dezvelit la 27 octombrie 1973.
Sculptor: Kurtfritz Handel

### Denumiri de instituții
În semn de prețuire pentru fondatorul învățământului în limba națională, mai multe instituții de învățământ poartă numele lui Gheorghe Lazăr, printre care: Colegiul Național Gheorghe Lazăr din Sibiu (fostul liceu al iezuiților), Colegiul Național Gheorghe Lazăr din București (întemeiat sub acest nume în anul 1860), Colegiul Național Pedagogic Gheorghe Lazăr din Cluj-Napoca, Grupul Școlar Gheorghe Lazăr din Baia Mare, Liceul Teoretic Gheorghe Lazăr din Pecica etc.

### Comemorări
La 100 ani de la moartea lui Gheorghe Lazăr, autoritățile de atunci, membrii guvernului și instituțiile de învățământ de toate gradele au organizat o comemorare festivă.
În anul 1973 UNESCO a comemorat 150 de ani de la moartea dascălului din Avrig, aducându-se în prim plan activitatea, viața și opera unuia dintre cei mai prestigioși îndrumători ai culturii române.

În data de 17 septembrie 2023, Primăria și Consiliul Local Avrig, județul Sibiu, au comemorat 200 de ani de la moartea cărturarului avrigean Gheorghe Lazăr, ocazie cu care oficialitățile locale și centrale au dezvelit și sfințit statuia lui Gheorghe Lazăr în noua locație „La Castani”. Monumentul este adus la Avrig, după ce a tronat câteva timp de decenii, în Piața Mare din Sibiu. Cu această ocazie au fost susținute alocuțiuni ce au evocat personalitatea remarcabilă a lui Gheorghe Lazăr. 

## Legături externe

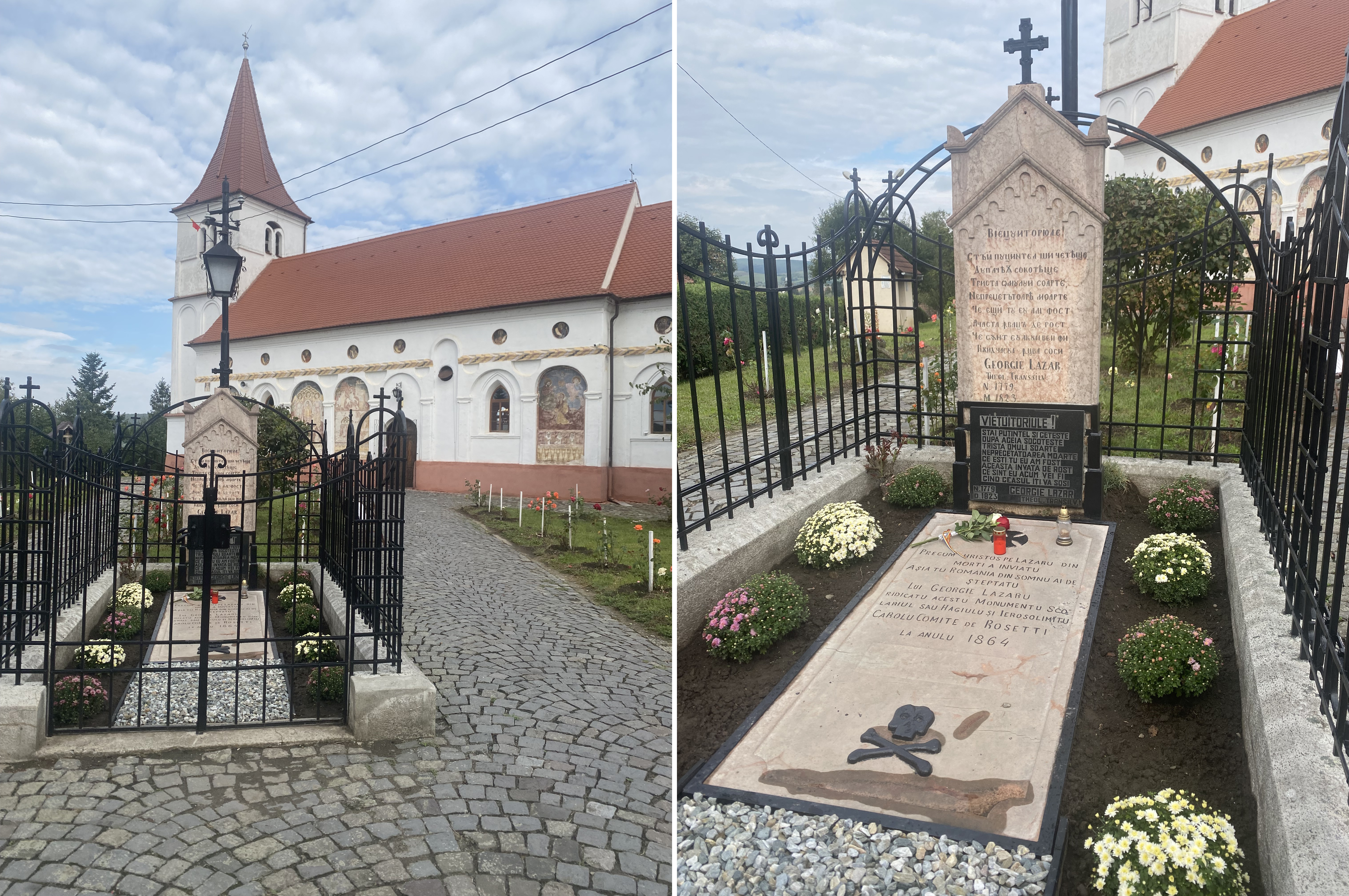
Mormântul lui Gheorghe Lazăr din curtea Bisericii „Duminica Floriilor” din Avrig, îngrijit de preot Ovidiu Stroie. (imagine din 16 septembrie 2023)